# 世界早産児デー
世界早産児デー（せかいそうざんじデー、World Prematurity Day）は、早産についての認識を高め、世界中の早産児とその家族の関心を高めるために、毎年11月17日に制定されている国際デーである。
毎年、約1500万人の赤ちゃんが早産で生まれており、これは世界中で生まれた赤ちゃんの約10人に1人に相当する。
早産は、世界中の5歳未満の児死亡原因の第1位である。
初めての国レベルの推計では、世界で1,500万人の赤ちゃんが早産で生まれており、信頼できる時系列データがあるほとんどの国で早産率が上昇していることから、早産への対応は常に緊急を要するものである。
早産への対応は、ミレニアム開発目標（Millennium Develpment Goals、MDGs）の目標4「乳幼児死亡率の削減」の達成に不可欠であり、目標5「妊産婦の健康の改善」にも影響する。早産に関連する障害は、家族や医療制度にも影響を与えうる。
11月は早産啓発月間 Prematurity Awareness Month である。

## 歴史
11月17日の早産啓発日は2008年にヨーロッパの親の会によって制定され、2011年からは世界早産児デーとして毎年開催されるようになった。
親の会、家族、医療専門家、政治家、病院、団体、その他の早産の関係者は、この日を記念して、メディアキャンペーンや地域のイベントを地域や国、国際レベルで行い、一般の人々の意識を高めている。2013年には、60か国以上で世界早産児デーが祝われた。
紫が世界早産児デーの公式カラーである。 世界早産児デーの参加者は、紫色のリボンピンを身につけたり、紫色の電球を使ったりする。
日本国内でも東京都庁舎などのほかや浜松城や松本城などがライトアップされた。
Facebook、Twitter、Instagram では、ハッシュタグ #PrematurityAwarenessMonth や #WorldPrematurityDay が用いられる。

### テーマ
2021年Zero Separation - Act now! Keep parents and babies born too soon together.（家族分離ゼロ）
2022年A parent's embrace: a powerful therapy. Enable skin-to-skin contact from the moment of birth.（家族とのふれあい：大切な治療 生まれた時から肌と肌のふれあいを）
2023年Small Actions, BIG IMPACT: Immediate Skin-to-Skin Care for Every Baby, Everywhere.
2024年Over 13 million babies born prematurely every year. Access to quality care everywhere!